# Feudo vescovile di Murlo
Il feudo vescovile di Murlo, o vescovado di Murlo, o signoria del Vescovado ha rappresentato un singolare caso di signoria ecclesiastica, durata per 589 anni, dal 1189 al 1778, e retta dai vescovi di Siena (furono trentaquattro).
 Il vescovo Bono (1189-1215) ne fu il primo signore mediante investitura da parte del papa Clemente III, contenuta nella bolla sulle pertinenze e i diritti della Chiesa senese. Era costituito da sei comunità: Murlo, Resi, Casciano, Vallerano, Crevole e Montepertuso. Durante il vescovato di Tiberio Borghesi (1772-1792), il granduca Pietro Leopoldo d'Asburgo-Lorena (1765-1790) (futuro imperatore), con il motu proprio del 5 gennaio 1778, abolì il feudo ecclesiastico incorporandolo nel Granducato di Toscana. La signoria ormai non costituiva più per l'arcidiocesi di Siena un efficace strumento di prestigio politico ed economico.

## Storia

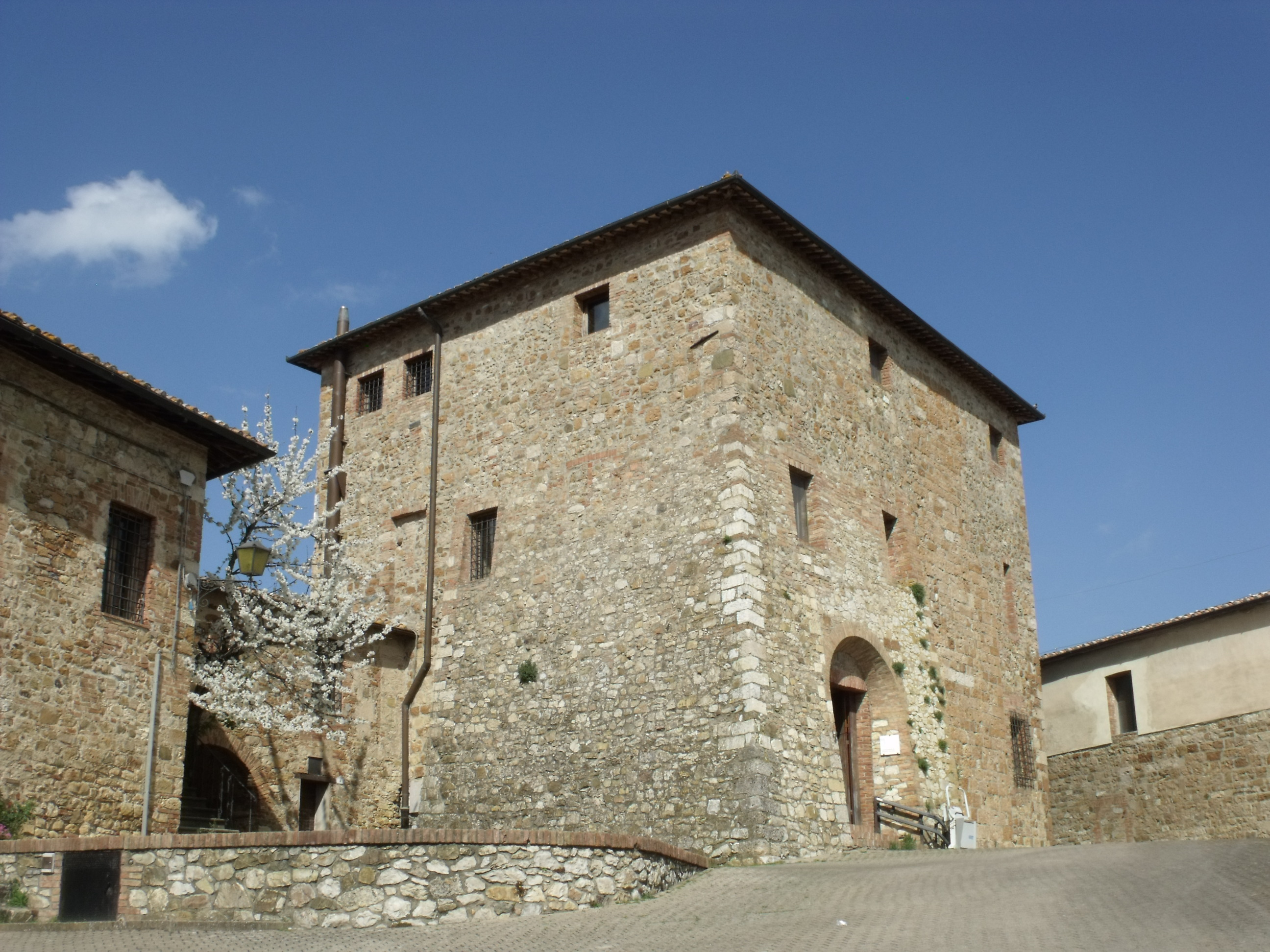
Murlo: il palazzo vescovile

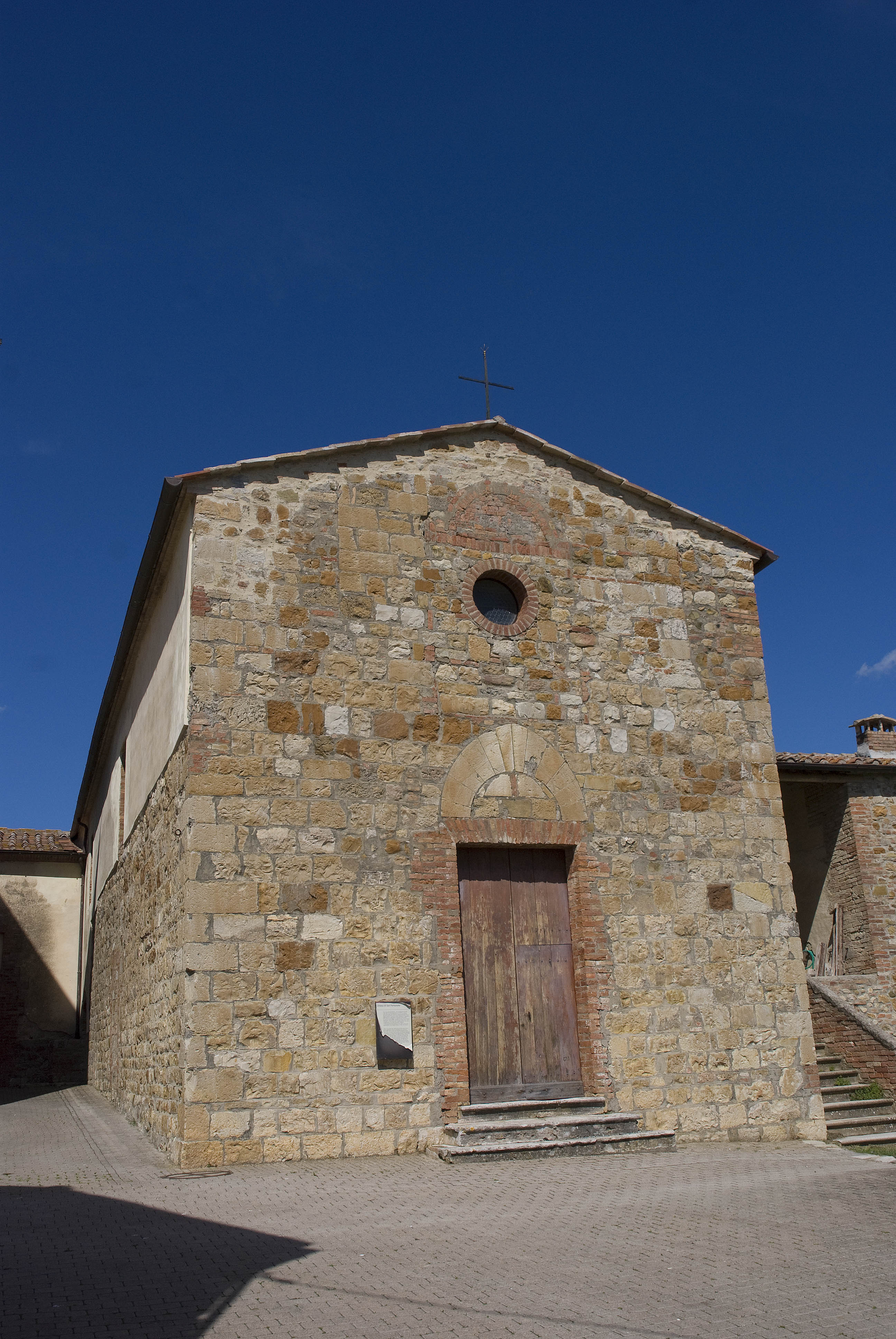
Murlo: la pieve

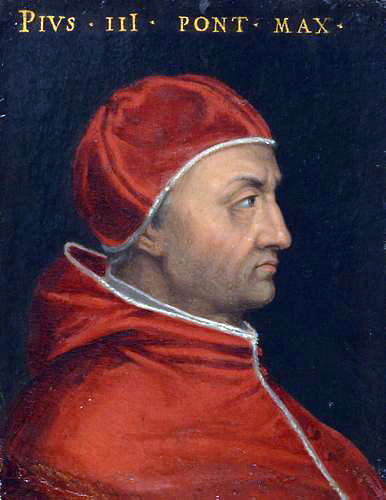
Francesco Todeschini Piccolomini

Murlo fu la sede politico-amministrativa del vescovo nella sua qualità di feudatario, del vicario, del Consiglio, della Cancelleria, del carcere, delle milizie. La trecentesca e piccola chiesa di San Fortunato, rimaneggiata nel Cinquecento, era insignita della qualifica di "cattedrale", dato che il signore vi officiava i riti religiosi quando soggiornava nell'attigua residenza murlese. Il borgo murato, costruito su un poggio, aveva una forma quasi circolare ed era dominato dal monometrico palazzo vescovile, realizzato presso un'antica torre.
Il vescovo deteneva la delega del mero et mixto imperio, ovvero aveva facoltà di giudicare nei procedimenti civili e penali. Poteva, inoltre, imporre tributi, far sostare o solo attraversare gli eserciti stranieri nel proprio territorio, concedere asilo politico. A questo proposito, nella rocca di Crevole, presso Murlo (vi era sistemato l'archivio feudale), controllata da una guarnigione senese retribuita dal vescovo, si rifugiavano i prelati in disaccordo con la politica della repubblica di Siena, poi del granducato di Toscana.
Il signore vescovo di Murlo aveva vari e importanti privilegi, similmente ad altri feudatari: poteva condonare la pena per alcuni reati anche gravi, albergare i contrabbandieri o soggetti criminali ricercati in Stati esteri ed era titolare della cosiddetta mensa vescovile, proprietaria di numerosi beni immobili, oltre al giuspatronato sulla maggior parte delle chiese del Vescovado.
Esistevano, però, certi limiti ai poteri vescovili. Con Siena Murlo aveva stipulato una convenzione già dal 1387 (confermata nel 1668 dal granduca di Toscana Ferdinando II de' Medici), onde tutelare gli interessi e i diritti di entrambi i soggetti. I vassalli dovevano contribuire alla manutenzione delle strade, acquistare solo il sale dal comune di Siena, nessun brigante della repubblica poteva rifugiarsi nel vescovado, i creditori di cittadini senesi riparati nel feudo dovevano essere obbligati dal vescovo ad adempiere alle obbligazioni.
Lo statuto del 1414, aggiornato dal futuro cardinale Antonio Casini (1409-1426), conteneva elementi favorevoli alla comunità, per esempio in tema di allevamento del bestiame, di pagamento dei balzelli, della maggiore repressione di illeciti quali la bestemmia.
Uno degli stemmi del Feudo di Murlo (spesso i vescovi esibivano il proprio) era così illustrato:
Il patrono era il titolare della pieve di Murlo, san Fortunato di Todi, morto nel 565.
Nei primi decenni del XVIII secolo il disagio tra gli oppressi sudditi del Vescovado aumentava. Il 5 gennaio 1778 Pietro Leopoldo di Lorena decise di eliminare questa anomalia giuridica, ormai anacronistica, e annetté il feudo di Murlo al Granducato di Toscana, nonostante le proteste dell'ultimo vescovo sovrano Tiberio Borghesi (arcivescovo di Siena) che si considerava fortemente danneggiato nei suoi diritti. Gli assegnò 250 scudi annuali, a titolo di risarcimento, e confermò il lucroso possesso della mensa vescovile. Ricoprirono la carica di vescovi di Murlo: Enea Silvio Piccolomini (1450-1458), poi papa Pio II, e Francesco Todeschini Piccolomini (1460-1503), futuro Pio III.

## Vescovi signori di Murlo (1189-1778)

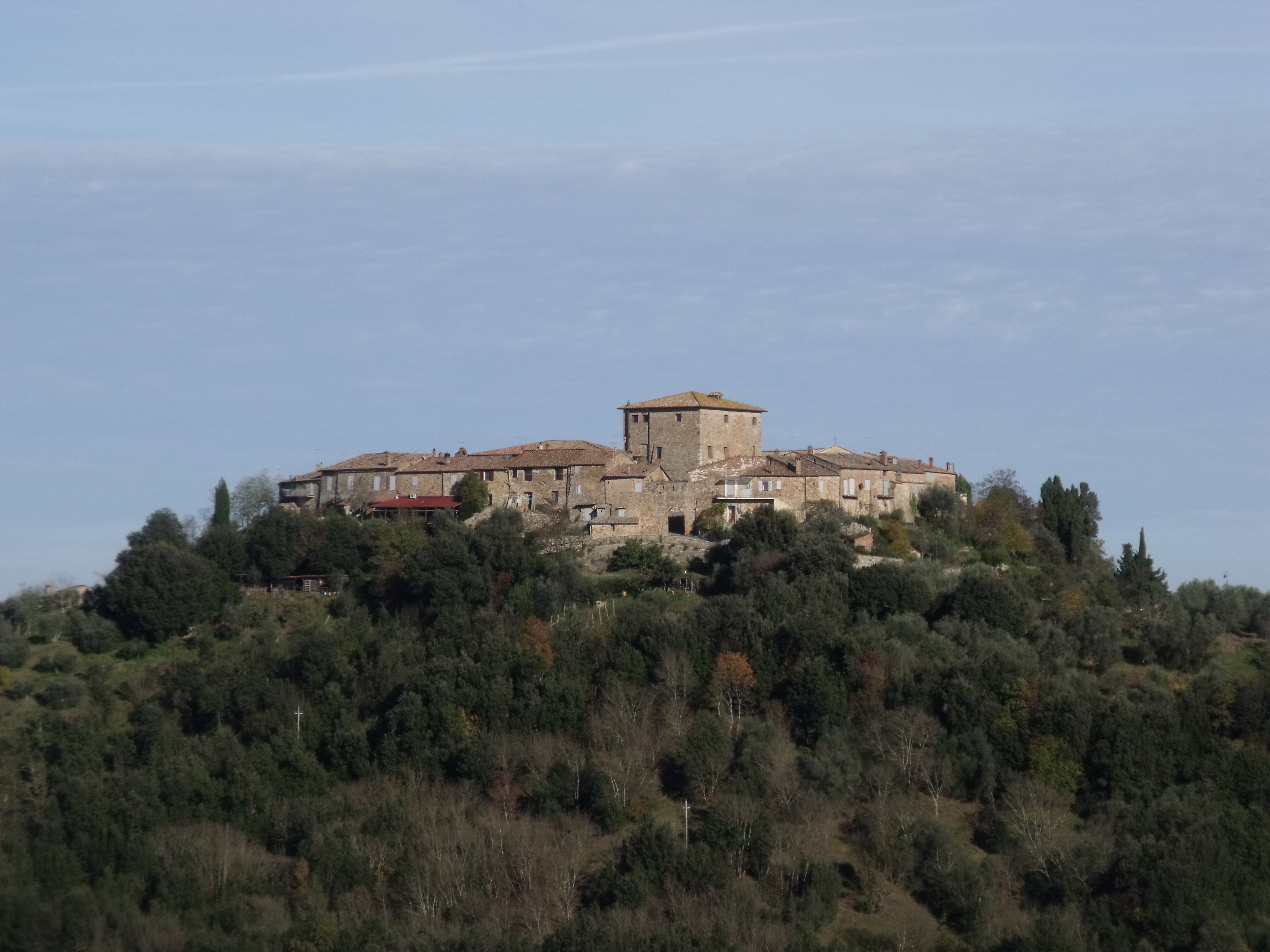
Veduta del borgo di Murlo
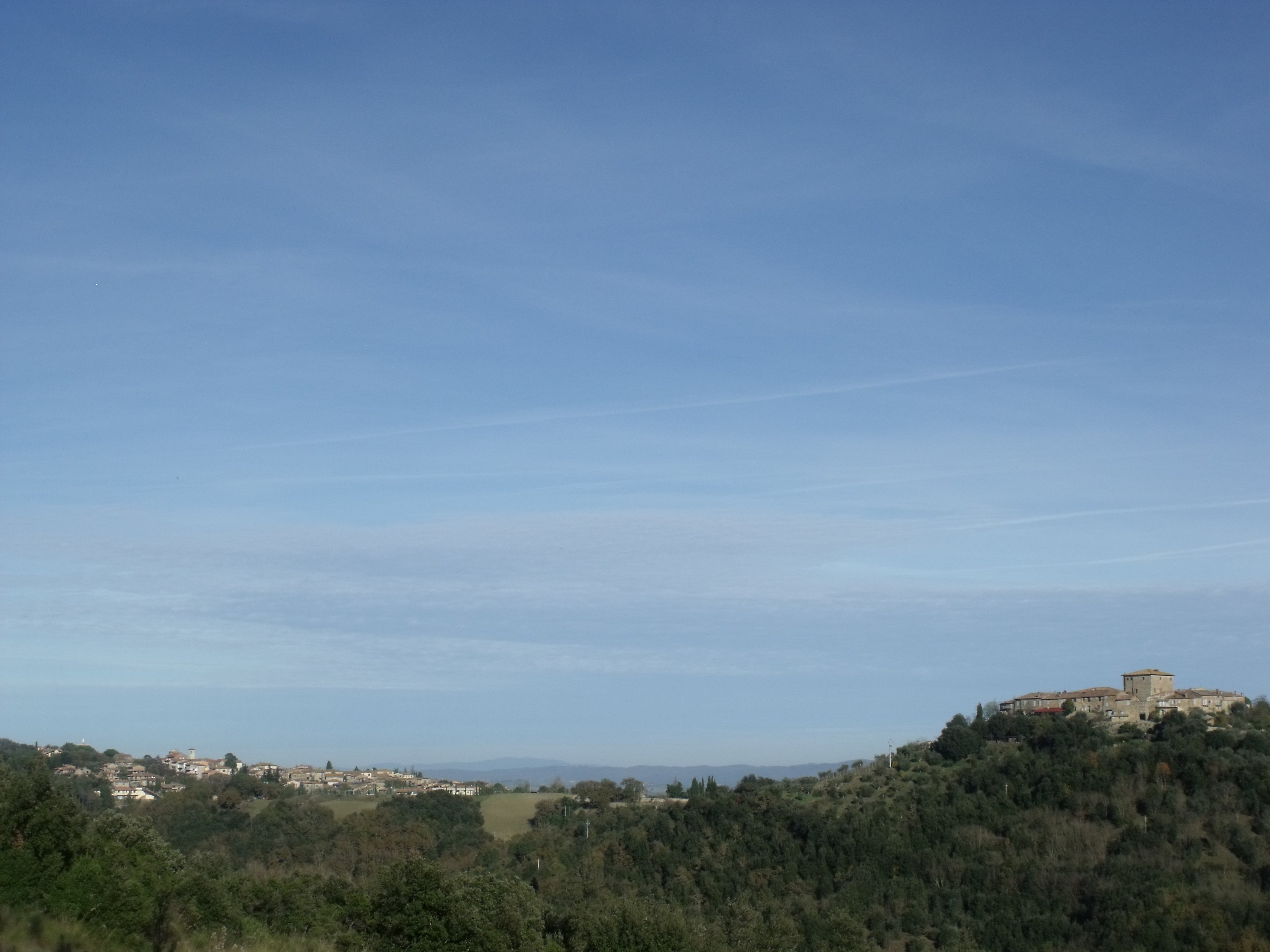
Visuale del paese di Vescovado
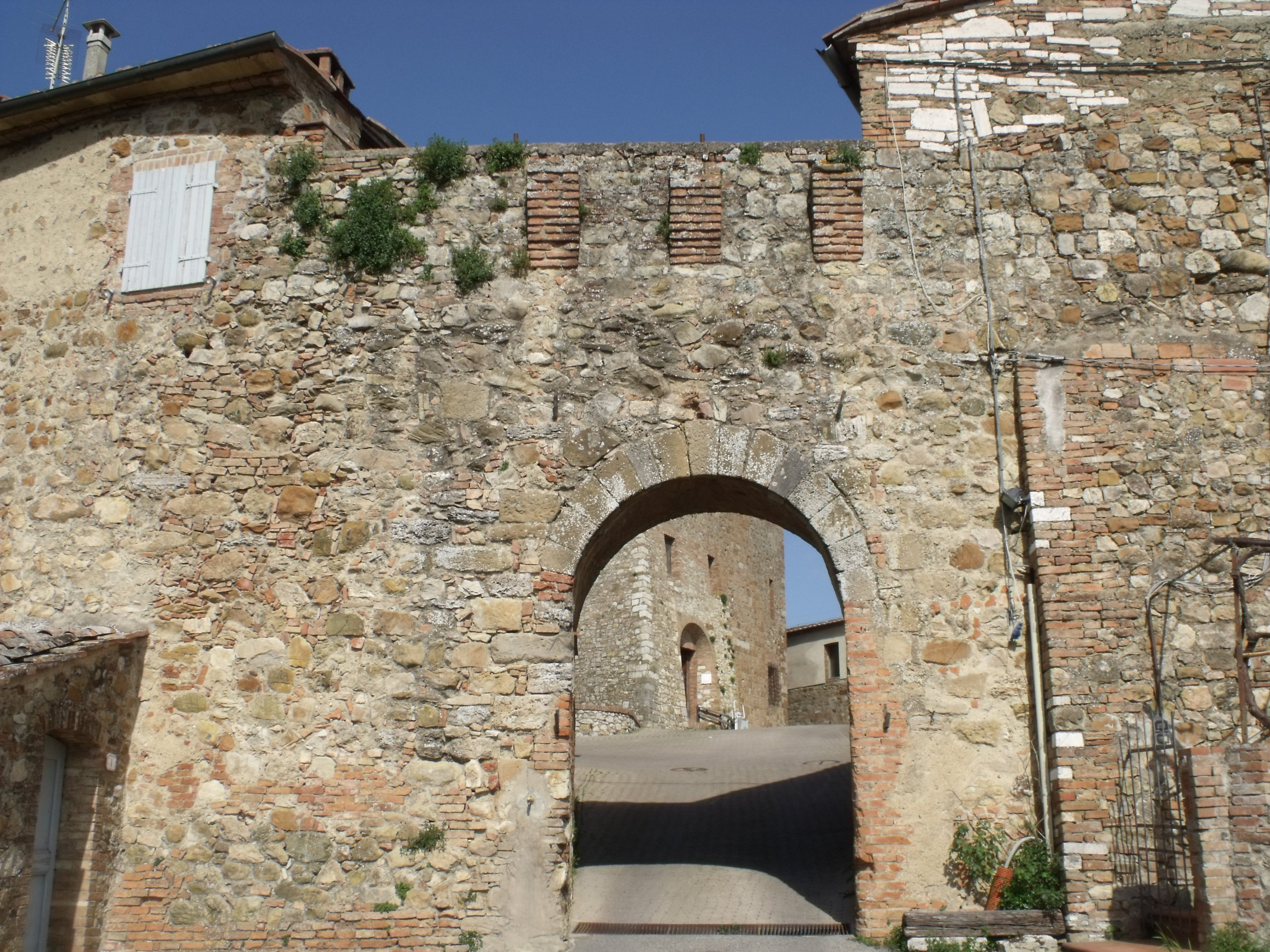
La porta di ponente di Murlo
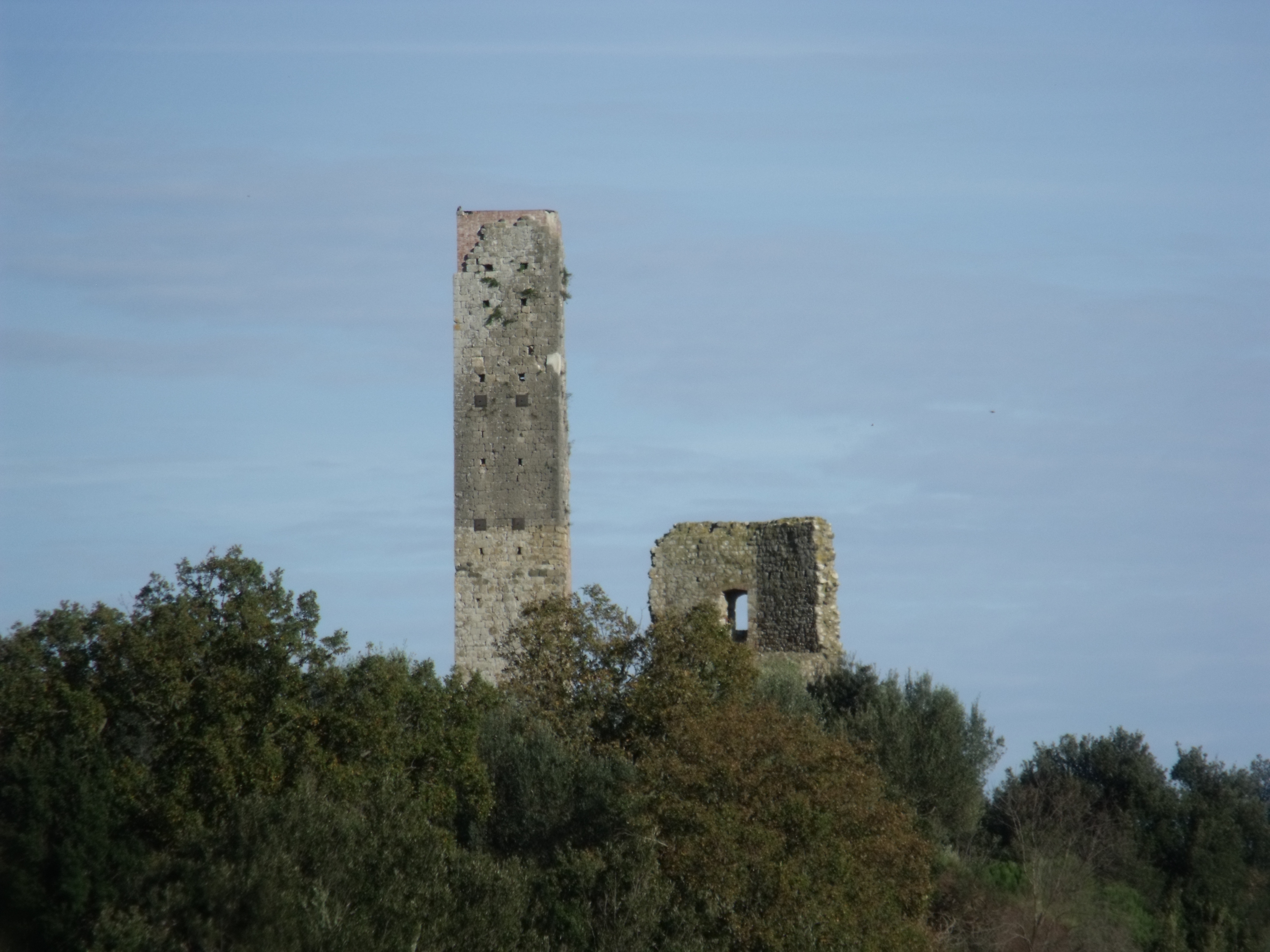
I ruderi della rocca di Crevole